# Seznam argentinských letadlových lodí
Seznam argentinských letadlových lodí obsahuje letadlové lodě, které sloužily u Argentinského námořnictva.

## Seznam lodí
| Jméno                     | Obrázek | Typ                 | Třída    | Zahájení stavby   | Spuštění na vodu  | Uvedení do služby | Status            |
| ------------------------- | ------- | ------------------- | -------- | ----------------- | ----------------- | ----------------- | ----------------- |
| Independencia (V-1)       |         | lehká letadlová loď | Colossus | 12. prosince 1942 | 20. května 1944   | 8. července 1959  | sešrotována, 1971 |
| Veinticinco de Mayo (V-2) |         | lehká letadlová loď | Colossus | 3. prosince 1942  | 30. prosince 1943 | 12. května 1969   | sešrotována, 1999 |